# 樱花的花瓣们
《樱花的花瓣们》（日语：桜の花びらたち），是AKB48在独立制作时期的第1张单曲。由AKS于2006年2月1日发售。中心成員是高橋南。

## 概要
本作是由独立制作公司（AKS）发售的AKB48首张出道单曲。在成功实现主流出道（メジャーデビュー）之前，AKB48所发售的单曲共有两作，分别为本作与次作《裙襬飄飄》（スカート、ひらり）。
当时已经有数首歌曲在剧场公演（TeamA 1st Stage「PARTY开始了」）中使用。但制作人秋元康在与支持者商谈后，认为本曲的人气最高，故将其选为了出道单曲的曲目。
A、B两方的曲目均没有设定选拔成员，而是由当时的Team A全体成员（除了單曲發行前十日才加入的篠田麻里子）参加了录制。
PV的导演一职由平川雄一朗担任。PV的内容是由秋叶原48剧场（秋葉原48劇場，AKB48剧场的旧名）公演中本曲的歌唱情形加上成员在训练、录音时以及准备室内的映像组成。
封面上的文字是由当时所属Team A的成员宇佐美友纪所写。
2008年，以《樱花的花瓣们2008》（桜の花びらたち2008）的名义进行了翻唱。

### 主要纪录
Oricon单周排行最高第10位。Tower Record独立制作排名第1位。这是自1998年早安少女组。在出道作中获得第6位以来首次有女性偶像团体的出道作就进入周排名前10位。Oricon周榜前50名中共出现3周，前200名榜共出现8周。
在2008年1月所举行的“AKB48 重温时间 最佳曲目100”（AKB48 リクエストアワーセットリストベスト100）演唱会当中被选为第1名。

## 媒體使用
樱花的花瓣们
- TBS深夜电视剧《是吧。》（ですよねぇ。）主题歌
- NTT DoCoMo“视訊电话”广告歌曲
- 朝日電視台系『三竹占卜』片尾曲
- 文化放送『AKB48 明日までもうちょっと。』主题歌
- 日本放送『ノースリーブスの「週刊ノースリー部」』音樂

Dear my teacher
- 朝日电视台系《三竹占卜》片尾主题歌

## 收錄曲
封面写真（表・裏）：選拔成員20名
1. 《樱花的花瓣们》（桜の花びらたち）[5:18]
作词：秋元康，作曲：上杉洋史，编曲：樫原伸彦
2. 《Dear my teacher》 [4:24]
作词：秋元康，作曲：冈田实音，编曲：景家淳
3. 《樱花的花瓣们》（伴奏版）
4. 《Dear my teacher》（伴奏版）

## 選拔成員
- Team A：板野友美、宇佐美友紀、浦野一美、大江朝美、大島麻衣、折井步、川崎希、小嶋陽菜、駒谷仁美、佐藤由加理、高橋南、戶島花、中西里菜、成田梨紗、平嶋夏海、星野滿、前田敦子、増山加弥乃、峯岸南、渡邊志穗